# Wilhelm Kiesow
Wilhelm Kiesow (* 9. November 1881 in Oranienburg; † 15. Januar 1938) war ein deutscher Reichsgerichtsrat.

## Leben
Er war der Sohn eines Kaufmanns. 1904 legte er die erste Staatsprüfung („Ausgezeichnet“), die zweite 1909 („gut“) ab. Er wurde im selben Jahr Assessor. Bei Ausbruch des Kriegs 1914 wurde er beim Amtsgericht Berlin-Schöneberg angestellt. Im Krieg war er Bezirksrichter beim Oberbefehlshaber Ost in der Etappeninspektion 9 in Białystok. 1919 wurde er Hilfsarbeiter im Reichsjustizministerium. 1920 wurde er erst dort Geheimer Regierungsrat und Vortragender Rat und dann im gleichen Jahr Ministerialrat. Als Ministerialrat war er in der Abteilung für Strafverfahrensrecht und dann in der Abteilung I (Bürgerliches Recht) tätig. Er war federführend in der Erstellung der Emminger-Novellen zur Reform des Strafprozesses. Am 1. Februar 1933 wurde zum Senatspräsidenten am Reichsgericht ernannt. 1938 ist er verstorben.

## Quelle
- Friedrich Karl Kaul, Geschichte des Reichsgerichts, Band IV (1933–1945), Ost-Berlin 1971.